# Savkovo (Múrom)
|  | Per a altres significats, vegeu «Savkovo». |

Savkovo (en rus: Савково) és un poble de l'óblast de Vladímir, a Rússia, segons el cens del 2010 tenia 410 habitants. Pertany al districte municipal de Múrom.